# Мір'яна Каранович
Мір'яна Каранович (серб. Мірјана Карановіћ; *28 січня 1957, Белград, Югославія) — югославська і сербська актриса.

## Біографія
Дебютувала у кіно в 1980 році. Знялася у багатьох відомих югославських фільмах. Міжнародній аудиторії стала відома після фільму Еміра Кустуріци «Тато у відрядженні (фільм)» (1985). Згодом знялася ще в двох фільмах цього режисера — « Андеґраунд» (1995) та «Життя як диво» (2004). Крім того, брала участь в декількох популярних телесеріал ах, знялася у фільмі Горана Паскалевича «Порохова бочка» (1998).
У 2003 році знялася в хорватському фільмі «Свідки». Це викликало великий резонанс, оскільки до Каранович жоден сербський актор не грав у хорватських фільмах (з моменту розпаду Югославії), до того ж, Каранович виконала роль хорватської вдови, яка втратила чоловіка на війні. У 2006 році Каранович зіграла мусульманку в картині «Ґрбавіца» боснійського режисера Ясміли Жбаніч. Ця роль принесла їй номінацію на приз Європейської кіноакадемії.

## Вибрана фільмографія
- 1980 — «Петріјін Венец»
- 1980 — «Майстри, майстри» / Мајсторі, мајсторі! - Дуня
- 1985 — «Життя прекрасне» / Живот је леп
- 1985 — «Тато у відрядженні (фільм)» / Отац на службеном Путу - Сена
- 1989 — «Збірний пункт» / Сабірні Центар
- 1995 — «Андеґраунд» / Подземље - Вера
- 1997 — «Три літніх дня» / Три летња дана
- 1998 — «Порохова бочка» / Буре Барута - Наталія
- 2003 — «Полуничка в супермаркеті» / Јагода у супермаркету - господиня супермаркету
- 2003 — «Свідки» / Svjedoci - Майка
- 2004 — «Життя як диво» / Живот је чудо - Нада
- 2005 — «На захід» / Go West - Ранка
- 2006 — «Ґрбавіца» / Grbavica
- 2006 — «Дівчина» / Das Fräulein - Руза
- 2007–2008 — «Лелеки повернуться» / Вратіће се роді - Радміла Швабіч — телесеріал
- 2009 — «Там і тут» / Тамо и овде — Ольга
- 2009 — «Хтось, хто ще чекає» / Неко ме ипак чека — мати
- 2009 — «Чекай мене і я не прийду» / Чекај ме, ја сигурно нећу доћи — Анджа
- 2010 — «На шляху» / На путу — Нађа
- 2010 — «Торт з шоколадом» / Торта са чоколадом — Вишня
- 2010 — 1000 Gramm
- 2011 — Чорна Зоріца / Црна зорица — мати
- 2012 — Вир / Вир — інспекторка
- 2012 — Смерть людини на Балканах / Смрт човека на Балкану — покупець
- 2013 — Цуре
- 2014 — Три вікна і повішення / Марія, журналіст
- 2015 — Поруч зі мною / Поред мене — директор школи
- 2015 — Реквієм за пані Й / Rekvijem za gospodju J. — пані Й